# マドセン機関銃
マドセン機関銃(デンマーク語: Madsen-maskingeværet)はデンマークで開発された軽機関銃である。
20世紀の初頭に開発された機関銃で、設計当初から“軽機関銃”（兵士が手で運搬できる、攻勢的な運用のできる機関銃）として開発されたものとしては世界最初のものである。
“マドセン機関銃”の名は、製造メーカー、およびデンマークを始めとして世界各国に採用を働きかけたデンマークの大臣の名に因む。

## 概要
本銃は軽機関銃と呼ばれる兵器の中で最初期のものの一つであり、世界の34ヶ国に広まった。また、80年以上に渡って世界中の様々な戦争や紛争において広汎に戦闘に投入された。
開発国のデンマークを始め、広く世界中の国や武装組織に導入されて用いられ、1900年代の初頭から、メキシコ革命、日露戦争、第一次世界大戦、国共内戦、チャコ戦争、そして第二次世界大戦といった20世紀初頭から中盤までに発生した多くの戦争で使用され、第二次世界大戦後も多数の国や組織で装備され続けた。
21世紀に至ってもブラジルの警察組織で現役で使用されていることが、2009年に撮影された報道写真で確認されている（後述「#ブラジルでの継続使用」の節参照）。

## 開発とその経緯
設計が行われたのは1880年代のことで、1864年の第二次シュレースヴィヒ＝ホルシュタイン戦争において、特に激戦として知られるドゥッブル堡塁の戦いに際して、数に勝る敵軍に対しては、防衛側が有利とされる陣地防御戦闘であっても、火力、特に歩兵部隊の個人火力に劣っていては劣勢を免れない、という経験と戦訓をデンマーク軍が得たことに起因している。これに対処するためには大砲（砲兵部隊）の増勢だけではなく歩兵部隊の火力を増大させることが必要で、兵士が用いる小銃を連射できるものとする必要がある、という結論が出され、「自動連発が可能な小銃」もしくは「小銃より多少大きく重い程度の連射火器」の開発が急務である、とされた。
上述の結論に基づいてデンマークにおいて開発されたものに、"Forsøgsrekylgevær"（「自己装弾小銃」の意）”として開発された半自動式の小銃があった。これは1883年、デンマーク軍の砲兵将校であったヴィルヘルム・H・O・マドセン(Willhelm H. O. Madsen)大尉によって発案され、国営兵器工廠の技官であるユリアス・A・ラスムッセン(Julius A. Rasmussen)によって設計された。この“自己装弾小銃”は1886年に試作品が完成、1887年にはデンマーク軍より試験用に70丁が発注され、1888年には"M.1888 Forsøgsrekylgevær"として制式採用された。このM.1888が、半自動式ながら世界最初の自動小銃であり、世界最初の制式自動小銃である。
1889年、彼らの所得した特許は投資家によって買い取られ、この画期的な武器を製造するための共同事業体（企業合同）としてDRS（Dansk Rekyl Riffel Syndikat A/S, 後にはDansk Industri Syndikat A/Sに改名）が創設された。W・マドセン自身は軍務のために事業からは離れざるをえなかったが、その傘下の開発製造部門として1900年に設立された会社には出資し、マドセン社（Compagnie Madsen A/S, 後にDRSがA.P. モラー・マースクの傘下に入った際に統合された）を設立した。
1892年、デンマーク陸軍は「要塞防衛用兵器」としてM.1888の10発装弾板式の装弾数を20発弾倉式とした改良型を発注したが、200丁の発注に対して86丁が納入されたのみである。
1896年、M.1888に注目したデンマーク海軍は、DRSに対し、海兵隊用のカービン銃としてM.1888を軽量小型に改修し、10発装弾の弾倉式とした新型小銃を求めた。この要求に対し、1899年にDRSの責任者となったテオドル・ショービュー(Theodor Schoubue)中尉は、1888年式自己装弾ライフルに独自の改良を加えて幾つかの特許を取得し、ショービューによる改良型は"M.1896 Forsøgsrekylgevær"として採用された。M.1896は1896年に60丁+がデンマーク海兵隊に納入され、翌1897年には海軍要塞の防衛兵器として50丁が追加発注されて納入されている。
M.1888、M.1896共にその火力の高さは高評価であったものの、実際に使用した陸軍および海兵隊からは、装弾数の物足りなさや、連続射撃時の耐久性の低さといった点が指摘され、ショービューはM.1896を元に、小銃ではなく機関銃として発展させた設計とし、1901年には新たな特許を所得した。同年、デンマーク軍事担当大臣に就任したW・H・O・マドセンはこれを採用するよう働きかけ、ショービューの設計した機関銃は1902年にはデンマーク陸軍に採用された。マドセンはデンマーク以外の各国にも積極的に採用を働きかけ、この軽機関銃は製造会社名、更には各国に採用を働きかけるために積極的にセールスを行ったマドセンにちなんで“マドセン機関銃”(デンマーク語: Madsen-maskingeværet, 英語: Madsen MachineGun)と名付けられた。

## 設計

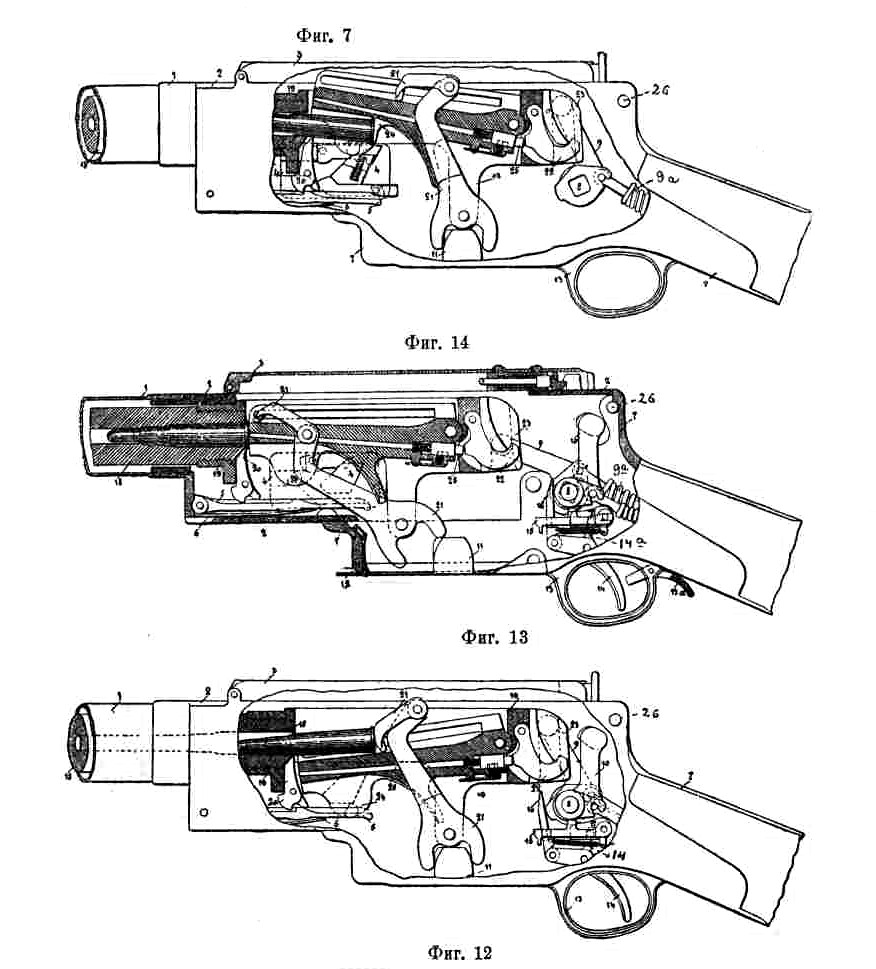
マドセン機関銃の作動サイクル図。下から順に弾薬の装填、閉鎖・撃発、空薬莢の抽出を示す。

マドセン機関銃は他の自動火器に用いられない、珍しくてより精巧な作動機構を持っている。本銃は、反動利用の閉鎖システムと、ヒンジ様のボルトを融合した機構を使用する。これはピーボディ・マルティニー小銃のレバーアクション式薬室閉鎖装置にならった構造であった。この反動利用方式はショートリコイルとロングリコイルを混用した機構を採用している。実包の発射後、最初の反動の衝撃は銃身、バレルエクステンション、ボルトを後方へ駆動させる。ボルト右側面に設けられたピンが、機関部右側面に装備された作動用カムプレートの溝に沿って後退する。12.7mmの移動の後、ボルトはカムにより上方へ上げられ、遊底から解放される。これは反動利用のうち、ショートリコイルの部分に相当する。銃身およびバレルエクステンションは、薬莢および弾頭の全長をわずかに超える点まで、後方への駆動を続ける。これは反動利用のうちロングリコイルの部分に相当し、本銃の低い発射速度の原因となっている。
ブリーチが露出した後、銃身下部に装着されていた、変わった形のレバー様をしたエキストラクター兼エジェクターが後方へと回転する。これは空薬莢を抽出し、機関部底部を通して排莢する。それからボルトの作動カムは、ボルトに下側のピボットへ面するよう圧迫し、ボルト左側面の弾薬供給溝と薬室が一列になるよう並べる。ボルトと銃身が前進して元へと戻る間、バレルエクステンション左後方に装備された給弾レバーは前方へと回転し、新しい弾薬を装填する。
弾倉はレシーバーの真上ではなく、左上に挿入される。弾倉の先端には先頭の弾薬を保持するためのリップが無く、その代わりとして側面に板バネ状のクリップが取り付けられている。弾倉を銃へ差し込むと、挿入口に当たったクリップが開いて弾薬を解放する。弾薬はレシーバーの左側面から機関部の中へ送り込まれ、射撃後の空薬莢や手動で抜かれた未発射弾は機関部の真下へ排出される。

## 実戦投入

### 第一次世界大戦まで

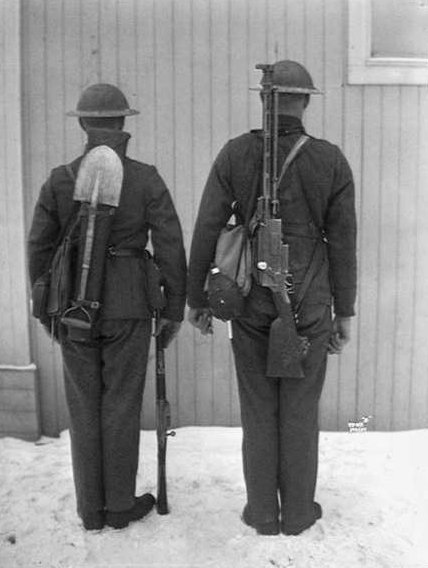
1928年のノルウェー兵士、1名がマドセン機関銃を携行している。

本銃は生産コストが高いとされていたが、信頼性も有名であった。マドセン軽機関銃は、第一次世界大戦の前後に12の異なる口径で34ヶ国に販売された。また軍閥が勢力を展開した1916年から1928年にかけての中国大陸で戦闘に用いられた。
本銃はロシア帝国軍に広く用いられた。ロシア軍は1,250挺を購入し、日露戦争中に投入した。ドイツ帝国軍は1914年に7.92mm口径仕様の本銃を用いた。装備部隊は歩兵中隊、山岳部隊、後期には突撃歩兵であり、これらは第一次世界大戦中に実戦投入された。

### 戦間期
本銃は1920年代と1930年代初期にパラグアイにより購入された。この国は、グランチャコ地域に対するボリビアとの領有問題について、静かに戦備を整えていた。この軽機関銃は1932年から1935年にかけて戦われたチャコ戦争でパラグアイ軍に使用された。戦争開始時、約400挺が配備されており、戦争の進行に伴ってさらに多数の軽機関銃が購入された。
ブラジルは1930年代後期にイタリアから約23両のCV-35タンケッテを導入したが、大多数の車両は口径7mmの連装マドセン軽機関銃で武装していた。

### 第二次世界大戦
1940年4月から6月、ドイツ軍によるノルウェー侵攻作戦の段階でも、マドセン機関銃はいまだにノルウェー軍の標準的な軽機関銃として運用されていた。6.5x55mm弾を使用するM/22、3,500挺がノルウェーの防衛に用いられた。1940年までに、各ノルウェー歩兵分隊は1挺のマドセン機関銃を割り当てられた。この武器は以前、別々の機関銃分隊に集められていた物である。ノルウェー軍の歩兵大隊は、36挺のマドセン軽機関銃および9挺のM/29重機関銃（ブローニングM1917重機関銃）を標準装備として保有した。
しかしマドセン軽機関銃は、数発の射撃で作動不良を起こす傾向があり、ノルウェー軍兵士には好まれず、こうしたことからJomfru Madsen（処女のマドセン）というあだ名がついた。鹵獲されたマドセン軽機関銃は戦中を通じてドイツ陸軍の二線級部隊に使用され、またデンマーク陸軍は1955年まで最後のマドセン軽機関銃を退役させなかった。
口径6.5mmのマドセン軽機関銃は、戦間期の終わりまで王立オランダ領東インド諸島軍（KNIL）の標準的な機材であった。何挺かは捕獲され、東インド諸島の陥落の後、日本軍によって使用された。

### 戦後
アイルランドは合計24丁のマドセン機関銃を保有した。これらは全て.303口径であった。これらの軽機はランズヴェルク L60軽戦車、リーランド装甲車、ランズヴェルク L180装甲車およびダッジ装甲車に装備された。1950年代になると、アイルランドの各部局に残されたこれらの武装は、ブローニングM1919重機関銃に換装された。

#### ポルトガル植民地戦争
1960年代および1970年代のポルトガルの植民地戦争の際に、ポルトガル陸軍はマドセン軽機関銃を使用した。マドセン軽機関銃の運用の一つは、Auto-Metralhadora-Daimler 4 × 4 Mod.F/64装甲車の代用武装であった。これはダイムラー偵察車に、砲塔に似た構造を追加して改修したものである。

#### ブラジルでの継続使用
マドセン機関銃はブラジルのリオデジャネイロ州に配備されたミリタリーポリスによって使われ続けた。弾種は7.62mmのNATO弾である。一部の銃は麻薬密売人から押収されて任務に流用された（ほとんどはアルゼンチン陸軍の中古品、またごく少数は博物館から盗まれたものである）。しかしブラジル警察が用いるマドセン軽機関銃の大部分はブラジル陸軍から来たものである。これらは30口径の兵器であるが、7.62mm NATO弾に適合するよう改修が加えられている。
公式な発表ではブラジル軍は1996年にマドセン軽機関銃を退役させたとしている。ブラジル警察の銃も2008年にはもっと現代的で高い発射速度を持つ銃に更新された。しかしながら、2009年10月19日、ブラジル警察と麻薬密売人との衝突の最中に撮られた写真は、鮮明にマドセン軽機関銃がブラジル警察によってまだ使われていることを示した。

## 使用国
- アルゼンチン
- ブラジル[14]
- チリ
- 中華民国
- デンマーク
- エルサルバドル[2]
- エストニア
- ドイツ帝国
- ナチス・ドイツ
- ハンガリー王国[15]
- アイルランド[1]
- 日本
- ノルウェー
- オランダ
- パラグアイ[14]
- ポルトガル
- ロシア帝国
- スウェーデン
- タイ

## 登場作品
『エイプリル・ソルジャーズ ナチス・北欧大侵略』（原題：9.April (デンマーク語版）
1940年4月のヴェーザー演習作戦（ナチス・ドイツによるノルウェーとデンマークへの侵攻作戦）をデンマーク陸軍の1小隊の視点から描いたデンマーク映画。原題の"9.April"（4月9日）とは侵攻作戦が始まった日を示す。マドセン軽機関銃は当時のデンマーク軍の主力機関銃であるため、主役の小隊の装備として登場する。
『紅の豚』
空賊が使用。
『バトルフィールド1』
『バトルフィールドV』
援護兵の武器として登場。